# Рыжик мелкоплодный
Рыжик мелкоплодный (лат. Camelina microcarpa) — однолетнее травянистое растение семейства Капустные (Brassicaceae).

## Ботаническое описание[2][3]
Однолетнее травянистое растение .
Стебли высотой 40-80(100) см, довольно толстые, ветвящиеся от середины или от основания, реже простые. Боковые побеги длинные, направленные вверх. Опушение выражено в нижней части, волоски простые отстоящие и мелкие разветвленные, в верхней части почти отсутствуют.
Листья многочисленные, стеблевые ланцетные или линейно-ланцетные, сидячие, прижатые к стеблю, при основании стреловидные с длинными ушками. Нижныие - продолговато-овальные.
Цветки мелкие, собраны в длинные кисти. Чашелистики продолговато-ланцетные, до 2 мм длиной. Лепестки желтоватые, линейные, 2,5-3 мм длиной, вдвое превышают размеры чашечки.
Плоды - многочисленные, собранные в очень густые кисти, удлиненно-грушевидные стручочки, длиной 4-6, шириной 2,5-3 мм. Створки гладкие, по краю с узкой оторочкой, серединное ребрышко отсутствует или еле заметно. Легко раскрываются при созревании. Цветоножки при плодоношении направленны косо вверх, длиной 10-15(20) мм.  

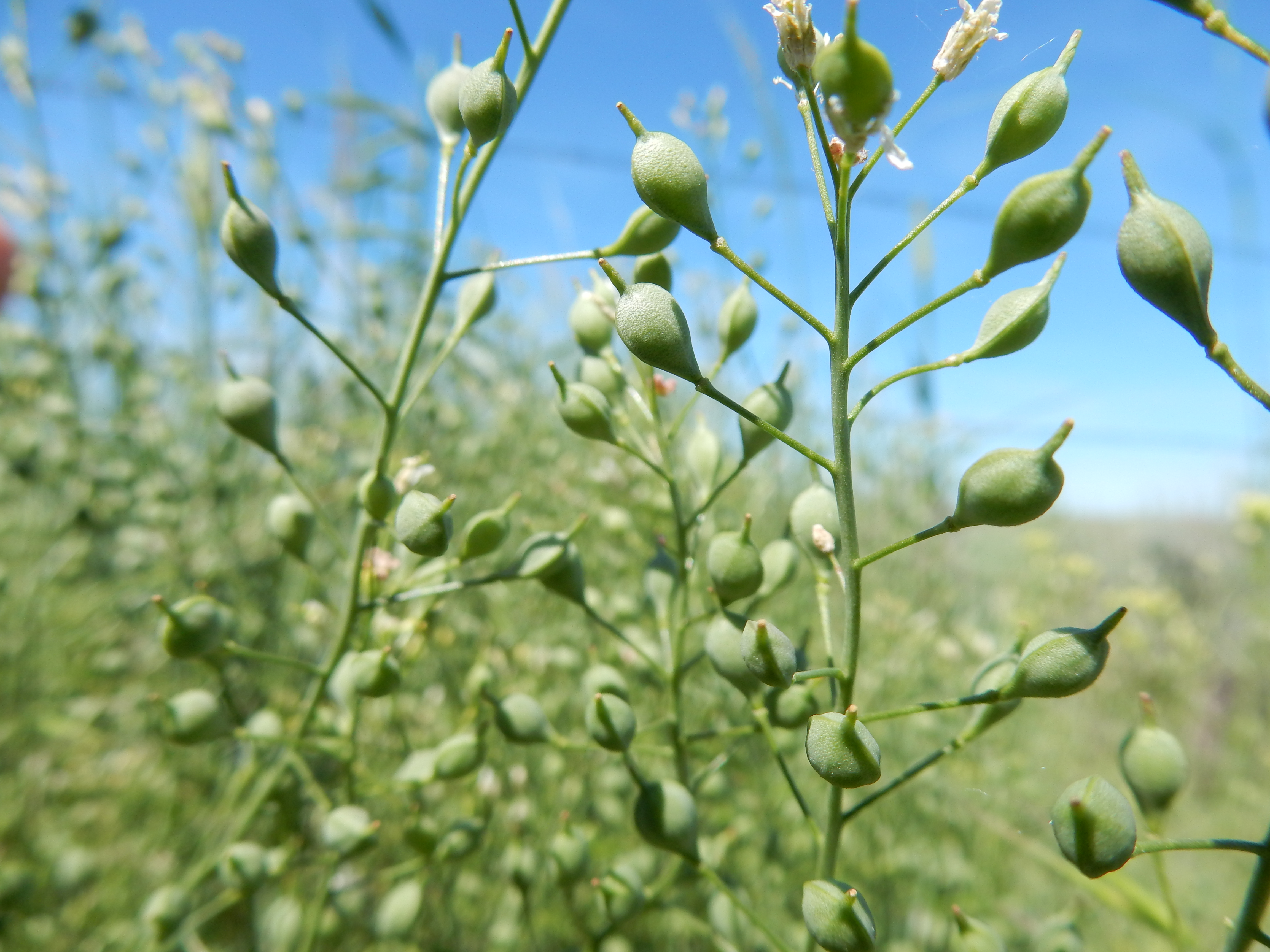
Плоды рыжика мелкоплодного

Семена длиной до 1,2 мм.
Хромосомное число 2n=16, 40.

## Распространение и экология
Природный ареал охватывает Скандинавию и Центральную Европу. В России встречается в Европейской части, на Кавказе, Восточной и Западной Сибири. В северных и прибалтийском регионах - заносное. Вид включен в ботанический атлас растений Ленинградской области.
Произрастает в степях, на каменистых склонах, как сорное растение у дорог и на полях.

## Классификация

### Таксономия[5]
Camelina microcarpa Andrz. ex DC., 1821, Syst. Nat. 2: 517 
Вид Рыжик мелкоплодный относится к роду Рыжик (Camelina) семейства Капустные (Brassicaceae) порядка Капустоцветные (Brassicales). Кладограмма в соответствии с Системой APG IV по состоянию на июнь 2023 года:
|  |                                      |  |                                   |                                   |                     |  | ещё 16 семейств | ещё 16 семейств |                    |  |  |  | еще 7 подтвержденных видов и 5 видов, ожидающий подтверждения |
|  |                                      |  |                                   |                                   |                     |  | ещё 16 семейств | ещё 16 семейств |                    |  |  |  | еще 7 подтвержденных видов и 5 видов, ожидающий подтверждения |
|  |                                      |  |                                   | порядок Капустоцветные            |                     |  |                 |                 | род Рыжик          |  |  |  |                                                               |
|  |                                      |  |                                   | порядок Капустоцветные            |                     |  |                 |                 | род Рыжик          |  |  |  |                                                               |
|  | отдел Цветковые, или Покрытосеменные |  |                                   |                                   | семейство Капустные |  |                 |                 | Рыжик мелкоплодный |  |  |  |                                                               |
|  | отдел Цветковые, или Покрытосеменные |  |                                   |                                   | семейство Капустные |  |                 |                 |                    |  |  |  |                                                               |
|  |                                      |  | ещё 63 порядка цветковых растений | ещё 63 порядка цветковых растений |                     |  |                 | ещё 354 рода    | ещё 354 рода       |  |  |  |                                                               |
|  |                                      |  |                                   | ещё 63 порядка цветковых растений |                     |  |                 |                 | ещё 354 рода       |  |  |  |                                                               |

### Синонимы
- Camelina armeniaca  Desv.
- Camelina bornmuelleriana  Hub.-Mor.  & Reese
- Camelina campestris  K.F.Schimp.  &  Spenn.
- Camelina confusa  Rouy  &  Foucaud
- Camelina longestyla  Bordz.
- Camelina microcarpa f. longistipata  C.H.An
- Camelina microcarpa f. longistipitatus  C.H.An
- Camelina microcarpa subsp. sylvestris  (Wallr.)  Hiitonen
- Camelina microphylla  C.H.An
- Camelina paphlagonica  Bornm.
- Camelina sativa  Boiss.
- Camelina sativa subsp. microcarpa  (DC.)  Hegi  &  Em.Schmid
- Camelina sylvestris  Wallr.
- Camelina sylvestris subsp. microcarpa  (Andrz.  ex  DC.)  N.W.Zinger
- Camelina transbaicalensis  (Vassilcz.)  Vassilcz.
- Cochlearia polysperma  Costa  ex  Willk.
- Kernera polysperma  Willk.  &  Costa
- Myagrum armeniacum  Steud.